# Остаповский сельский совет (Миргородский район)
Остаповский сельский совет (укр. Остапівська сільська рада) — входит в состав
Миргородского района
Полтавской области
Украины.
Административный центр сельского совета находится в 
с. Остаповка.

## Населённые пункты совета
- с. Остаповка
- с. Верхняя Будаковка
- с. Онацкое
- с. Панченки
- с. Синещеки